# Madschalli Wahbi

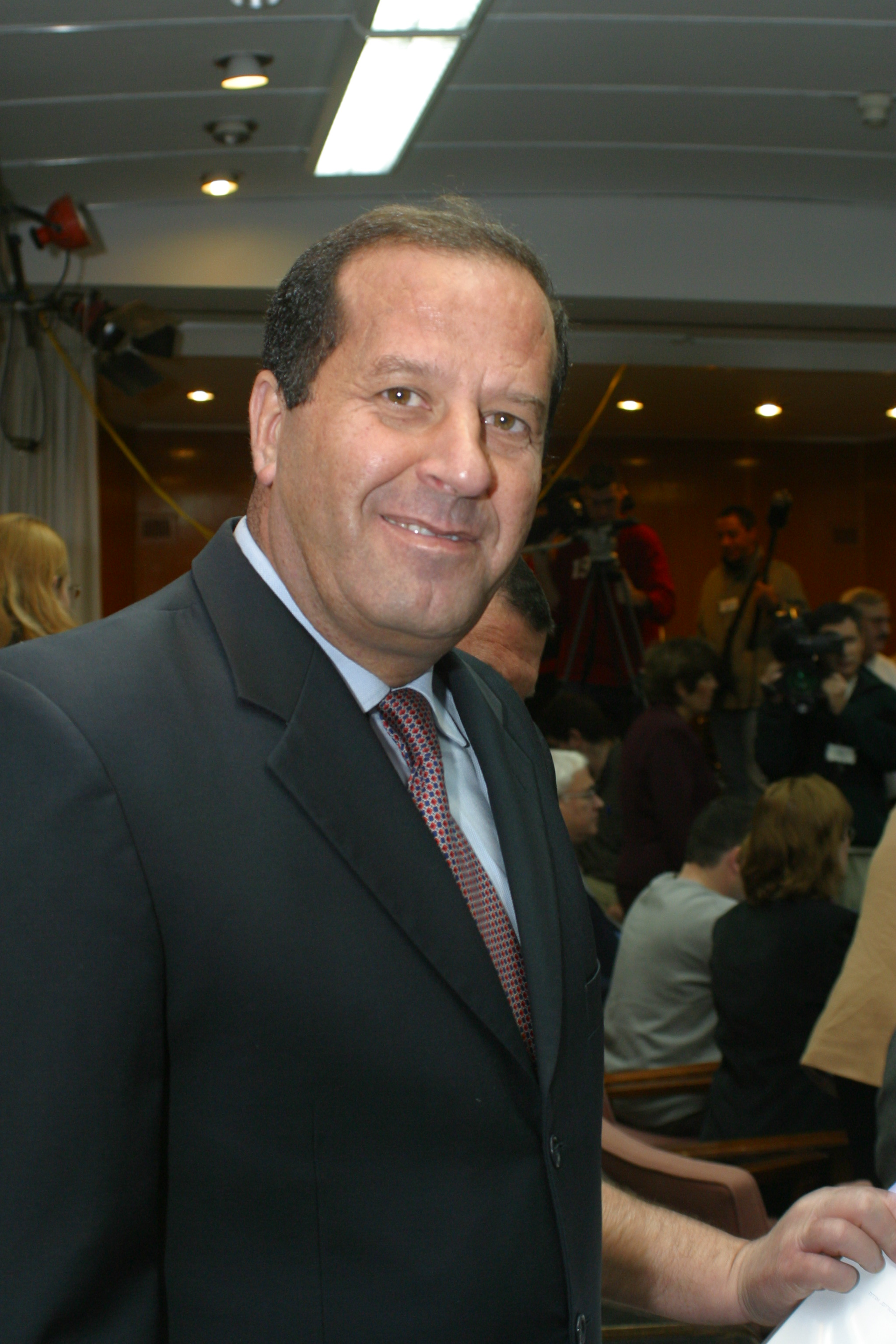
Madschalli Wahbi

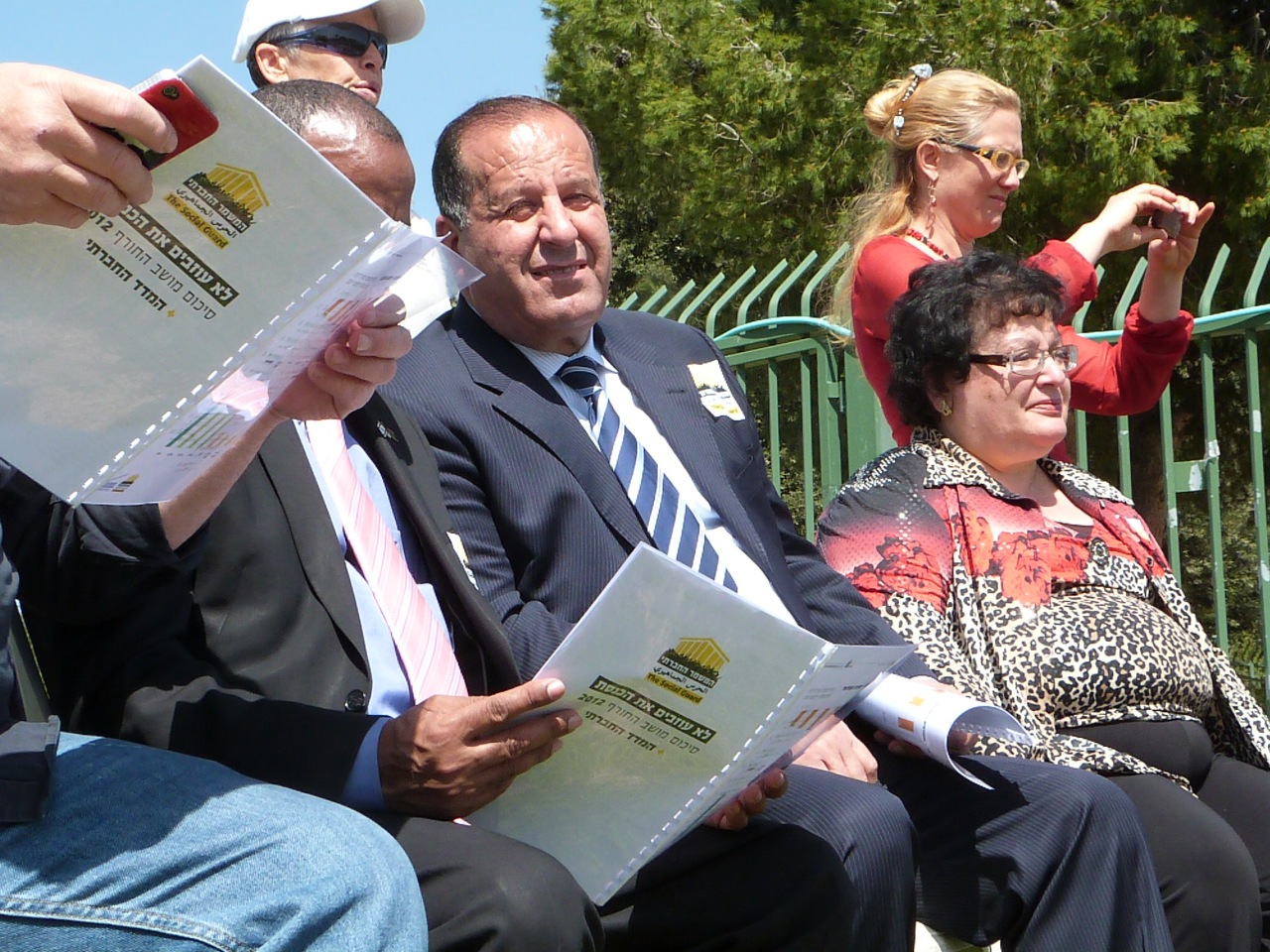
Madschalli Wahbi

Madschalli Wahbi (arabisch مجلي وهبه, DMG Maǧallī Wahbī, hebräisch מגלי והבה‎; * 12. Februar 1954 in Bait Dschan, Israel) ist ein Politiker in Israel und Mitglied der Knesset für den Wahlkreis Bait Dschan. Er ist Araber und gehört zur Glaubensgemeinschaft der Drusen.
Er studierte an der Hebräischen Universität Jerusalem Islamgeschichte und schloss den Studiengang mit einem B.A. ab. Außerdem studierte er Neuere Geschichte des Nahen Ostens an der Universität Haifa und erwarb sich dort einen M.A.-Abschluss.
Wahbi diente in der israelischen Armee. Er begann in einem drusischen Infanteriebataillon und schlug dann die Offizierslaufbahn ein. Er nahm am Libanonkrieg 1982 teil und später wurde Wahbi stellvertretender Kommandeur einer Einheit auf den Golanhöhen. Als Stabsoffizier im Nordkommando bekleidete er den Rang eines Oberstleutnants.
Wahbi hatte erstmals 1981 den damaligen Verteidigungsminister Ariel Scharon getroffen, der ihn 1996 – nun als Minister für Infrastruktur – zu seinem persönlichen Botschafter für Israels arabische Nachbarstaaten Ägypten und Jordanien machte. 1998 wurde er zusätzlich politischer Berater im Außenministerium. 1999 wechselte er auf den Posten des Generaldirektors im Ministerium für regionale Zusammenarbeit und verblieb bis 2002 auf diesem Posten.
Bei der Wahl im Jahre 2003 zur 16. Knesset wurde er für seinen Heimatwahlkreis als Abgeordneter für Likud ins Parlament gewählt und war nach der Spaltung von Likud ein Gründungsmitglied der Kadima-Partei. Im Jahre 2005 war Wahbi zunächst Staatssekretär im Büro des Premierministers Ariel Scharon und nach der Kabinettsumbildung ab 20. Juni 2005 im Ministerium für Bildung, Kultur und Sport. Bei der Wahl zur 17. Knesseth im Jahre 2006 wurde er in seinem Wahlkreis wiedergewählt. Seitdem ist er stellvertretender Sprecher der Knesset.
Nachdem der israelische Staatspräsident Mosche Katzav aufgrund der Anklageerhebung gegen ihn wegen Vergewaltigung seine Amtsgeschäfte zunächst ruhen ließ, war nach der israelischen Verfassung der Parlamentspräsident amtierender Staatspräsident Israels. Während einer Auslandsreise der damaligen Amtsinhaberin Dalia Itzik war Wahbi ab 27. Februar 2007 für einige Tage amtierender Präsident Israels und damit das erste nichtjüdische Staatsoberhaupt eines jüdischen Staates seit dem Tode von Herodes im Jahre 4 v. Chr.